# Campionat de Dinamarca de ciclisme en contrarellotge
El Campionat de Dinamarca de ciclisme en contrarellotge s'organitza anualment des de l'any 1932 per determinar el campió ciclista de Dinamarca en la modalitat.
El títol s'atorga al vencedor d'una única carrera, en la modalitat de contrarellotge individual. El vencedor obté el dret a portar un mallot amb els colors de la bandera danesa fins al campionat de l'any següent quan disputa proves de contrarellotge.

## Palmarès masculí
| Any  | Primer                  | Segon                    | Tercer                   |
| 1932 | Frode Sørensen          | Leo Nielsen              | Knud Jacobsen            |
| 1933 | Werner Grundahl Hansen  | Henry Jørgensen          | Knud Jacobsen            |
| 1934 | Leo Nielsen             | Frode Sørensen           | Tage Møller              |
| 1935 | Frode Sørensen          | Werner Grundahl Hansen   | Knud Jacobsen            |
| 1946 | Knud E. Andersen        | Rudolf Rasmussen         | Børge S. Nielsen         |
| 1947 | Christian Pedersen      | Rudolf Rasmussen         | Jørgen Poulsen           |
| 1971 | Gunnar Asmussen         | Jørgen Schmidt           | Benny Pedersen           |
| 1972 | Reno B. Olsen           | Jørn Lund                | Jørgen Timm              |
| 1973 | Reno B. Olsen           | Ivar Jakobsen            | Jørn Lund                |
| 1974 | Jørgen Timm             | Jørgen Marcussen         | Kjell Rodian             |
| 1975 | Jørgen Marcussen        | Jørgen Schmidt           | Torben Hjort             |
| 1976 | Jørgen Timm             | Jørn Lund                | Henning Larsen           |
| 1977 | Per Rydicher            | Hans-Henrik Ørsted       | Jørgen Timm              |
| 1978 | Hans-Henrik Ørsted      | Jørgen V. Pedersen       | Per Sandahl              |
| 1979 | Per Sandahl             | Jørgen V. Pedersen       | Lars Udby                |
| 1980 | Hans-Henrik Ørsted      | Per Kjærsgaard           | Michael Marcussen        |
| 1981 | Michael Marcussen       | Henning Larsen           | Jørgen V. Pedersen       |
| 1982 | Per Sandahl             | Jesper Worre             | Jørgen V. Pedersen       |
| 1983 | Jørgen V. Pedersen      | Michael Marcussen        | Henning Larsen           |
| 1984 | Jørgen V. Pedersen      | Michael Marcussen        | Jesper Skibby            |
| 1985 | Jesper Skibby           | Tom Dalkvist             | Alex Pedersen            |
| 1986 | Rene W. Andersen        | Tom Dalkvist             | Alex Pedersen            |
| 1987 | Peter Meinert           | Klaus Møller             | Tom Dalkvist             |
| 1988 | Peter Meinert           | Michael Guldhammer       | Tommy Nielsen            |
| 1989 | Peter Meinert           | Peter Clausen            | Tom Dalkvist             |
| 1990 | Dan Frost               | Michael Guldhammer       | Lennie Kristensen        |
| 1991 | Claus Michael Møller    | Jan Bo Petersen          | Michael Guldhammer       |
| 1992 | Jørgen Bligaard         | Jørgen Bo Petersen       | Jan Bo Petersen          |
| 1993 | Claus Michael Møller    | Jens Knudsen             | Alex Pedersen            |
| 1994 | Jan Bo Petersen         | Henrik Jacobsen          | Tom Dalkvist             |
| 1995 | Jan-Bo Petersen         | Michael Steen Nielsen    | Jimmi Madsen             |
| 1996 | Bjarne Riis             | Jan-Bo Petersen          | Michael Blaudzun         |
| 1997 | Michael Sandstød        | Bjarne Riis              | Peter Meinert Nielsen    |
| 1998 | Michael Sandstød        | Peter Meinert Nielsen    | Michael-Steen Nielsen    |
| 1999 | Michael Sandstød        | Jesper Skibby            | Michael-Steen Nielsen    |
| 2000 | Michael Sandstød        | Michael Blaudzun         | Bekim Christensen        |
| 2001 | Michael Blaudzun        | Jørgen Bo Petersen       | Bjarke Nielsen           |
| 2002 | Michael Sandstød        | Lennie Kristensen        | Michael Blaudzun         |
| 2003 | Michael Blaudzun        | Jørgen Bo Petersen       | Brian Vandborg           |
| 2004 | Michael Sandstød        | Frank Høj                | Brian Vandborg           |
| 2005 | Michael Blaudzun        | Brian Vandborg           | Lars Ytting Bak          |
| 2006 | Brian Vandborg          | Jacob Moe Rasmussen      | Allan Johansen           |
| 2007 | Lars Ytting Bak         | Brian Vandborg           | Jacob Kollerup           |
| 2008 | Lars Ytting Bak         | Frank Høj                | Michael Blaudzun         |
| 2009 | Lars Ytting Bak         | Alex Rasmussen           | Jakob Fuglsang           |
| 2010 | Jakob Fuglsang          | Alex Rasmussen           | Michael Mørkøv           |
| 2011 | Rasmus Christian Quaade | Jakob Fuglsang           | Mads Christensen         |
| 2012 | Jakob Fuglsang          | André Steensen           | Michael Mørkøv           |
| 2013 | Brian Vandborg          | Rasmus Christian Quaade  | Rasmus Sterebo           |
| 2014 | Rasmus Christian Quaade | Christopher Juul Jensen  | Michael Valgren          |
| 2015 | Christopher Juul Jensen | Rasmus Christian Quaade  | Mads Würtz Schmidt       |
| 2016 | Martin Toft Madsen      | Michael Valgren          | Kasper Asgreen           |
| 2017 | Martin Toft Madsen      | Kasper Asgreen           | Mikkel Bjerg             |
| 2018 | Martin Toft Madsen      | Mikkel Bjerg             | Rasmus Christian Quaade  |
| 2019 | Kasper Asgreen          | Martin Toft Madsen       | Johan Price-Pejtersen    |
| 2020 | Kasper Asgreen          | Andreas Kron             | Michael Mørkøv           |
| 2021 | Kasper Asgreen          | Mikkel Bjerg             | Martin Toft Madsen       |
| 2022 | Mathias Norsgaard       | Magnus Cort Nielsen      | Mattias Skjelmose Jensen |
| 2023 | Kasper Asgreen          | Mattias Skjelmose Jensen | Mikkel Bjerg             |
| 2024 | Johan Price-Pejtersen   | Kasper Asgreen           | Mikkel Bjerg             |
| 2025 | Mads Pedersen           | Niklas Larsen            | Kasper Asgreen           |

### Palmarès sub-23
| Any  | Primer                   | Segon                    | Tercer                      |
| 2000 | Thue Houlberg            | Thomas Bruun Eriksen     | Henrik Grundsøe             |
| 2001 | Thue Houlberg            | Lasse Siggaard           | Rasmus Dyring               |
| 2002 | Brian Vandborg           | Rasmus Dyring            | Jacob Kollerup              |
| 2003 | Brian Vandborg           | Mads Christensen         | Michael Tronborg            |
| 2004 | Mads Christensen         | Lasse Bøchman            | Morten Ryberg               |
| 2005 | Martin Mortensen         | Michael Tronborg         | Lasse Bøchman               |
| 2006 | Alex Rasmussen           | Martin Mortensen         | Michael Færk Christensen    |
| 2007 | André Steensen           | Michael Færk Christensen | Casper Jørgensen            |
| 2008 | Michael Færk Christensen | Daniel Kreutzfeldt       | Anders Hilligsøe            |
| 2009 | Jimmi Sørensen           | Rasmus Christian Quaade  | Daniel Kreutzfeldt          |
| 2010 | Rasmus Christian Quaade  | Jimmi Sørensen           | Niki Byrgesen               |
| 2011 | Rasmus Christian Quaade  | Jimmi Sørensen           | Lasse Norman Hansen         |
| 2012 | Rasmus Christian Quaade  | Rasmus Sterobo           | Lasse Norman Hansen         |
| 2013 | Lasse Norman Hansen      | Casper von Folsach       | Rasmus Sterobo              |
| 2014 | Søren Kragh Andersen     | Emil Wang                | Mads Pedersen               |
| 2015 | Mads Würtz Schmidt       | Søren Kragh Andersen     | Mathias Westergaard         |
| 2016 | Mads Würtz Schmidt       | Kasper Asgreen           | Rasmus Bogh Wallin          |
| 2017 | Kasper Asgreen           | Mikkel Bjerg             | Mathias Norsgaard Jørgensen |
| 2018 | Mathias Norsgaard        | Johan Price-Pejtersen    | Andreas Stokbro             |
| 2019 | Johan Price-Pejtersen    | Mikkel Bjerg             | Mathias Norsgaard           |
| 2020 | Julius Johansen          | Johan Price-Pejtersen    | Mads Østergaard Kristensen  |
| 2021 | Johan Price-Pejtersen    | Marcus Sander Hansen     | Julius Johansen             |
| 2022 | Matias Malmberg          | Adam Holm Jørgensen      | Mads Andersen               |
| 2023 | Carl-Frederick Bévort    | Gustav Wang              | Joshua Gudnitz              |
| 2024 | Gustav Wang              | Henrik Pedersen          | Kristian Egholm             |

## Palmarès femení
| Any  | Primera                          | Segona                       | Tercera                     |
| 1995 | Susanne Nedergaard               | Melina Rasmussen             | Lotte Bak                   |
| 1996 | Lotte Schmidt                    | Melina Rasmussen             | Lotte Bak                   |
| 1997 | Helle Sørensen                   | Helle Jensen                 | Melina Rasmussen            |
| 1998 | Melina Rasmussen                 | Lisbeth Simper               | Sanne Schmidt               |
| 1999 | Lisbeth Simper                   | Helle Sørensen               | Ann Svendsgaard Mathiesen   |
| 2000 | Lisbeth Simper                   | Sanne Schmidt                | Pernille Langelund Jakobsen |
| 2001 | Lisbeth Simper                   | Sanne Schmidt                | Lotte Bak                   |
| 2002 | Lisbeth Simper                   | Vibe Kolding                 | Pernille Langelund Jakobsen |
| 2003 | Lisbeth Simper                   | Vibe Kolding                 | Christina Peick-Andersen    |
| 2004 | Mette Andersen                   | Trine Schmidt                | Christina Peick-Andersen    |
| 2005 | Dorte Lohse Rasmussen            | Trine Schmidt                | Linda Villumsen             |
| 2006 | Linda Villumsen                  | Trine Schmidt                | Dorte Lohse Rasmussen       |
| 2007 | Trine Schmidt                    | Dorte Lohse Rasmussen        | Annette Dam Fialla          |
| 2008 | Linda Villumsen                  | Trine Schmidt                | Maja Watt Adamsen           |
| 2009 | Linda Villumsen                  | Trine Schmidt                | Margriet Kloppenburg        |
| 2010 | Annika Langvad                   | Trine Schmidt                | Maria Grandt Petersen       |
| 2011 | Annika Langvad                   | Michelle Lauge               | Trine Schmidt               |
| 2012 | Cathrine Grage                   | Michelle Lauge               | Julie Leth                  |
| 2013 | Annika Langvad                   | Kamilla Valin                | Julie Leth                  |
| 2014 | Julie Leth                       | Kamilla Valin                | Camilla Mollebro Pedersen   |
| 2015 | Rikke Lønne                      | Camilla Mollebro Pedersen    | Amalie Dideriksen           |
| 2016 | Cecilie Uttrup Ludwig            | Trine Schmidt                | Kamilla Valin               |
| 2017 | Cecilie Uttrup Ludwig            | Pernille Mathiesen           | Louise Norman Hansen        |
| 2018 | Cecilie Uttrup Ludwig            | Pernille Mathiesen           | Annika Langvad              |
| 2019 | Louise Norman Hansen             | Pernille Mathiesen           | Louise Holm                 |
| 2020 | Amalie Dideriksen                | Trine Schmidt                | Birgitte Andersen           |
| 2021 | Emma Cecilie Norsgaard Jørgensen | Louise Holm Houbak           | Cecilie Uttrup Ludwig       |
| 2022 | Emma Cecilie Norsgaard Bjerg     | Julie Leth                   | Trine Andersen              |
| 2023 | Emma Cecilie Norsgaard Bjerg     | Cecilie Uttrup Ludwig        | Julie Nielsen Maribo        |
| 2024 | Emma Cecilie Norsgaard Bjerg     | Rebecca Koerner              | Alberte Greve               |
| 2025 | Rebecca Koerner                  | Emma Cecilie Norsgaard Bjerg | Louise Norman Hansen        |